# Беловодский мятеж (1918)
Белово́дский мятеж — восстание, начавшееся в селе Беловодское (в настоящее время административный центр Московского района Чуйской области Киргизии) в декабре 1918 года. Мятеж охватил западную часть Пишпекского уезда и некоторые села Аулиеатинского уезда.

## Причины и предпосылки
Беловодское восстание, именуемое в советских источниках как «белогвардейский эсеро-кулацкий мятеж» возник на почве сложившихся политико-экономических условий Пишпекского уезда и Беловодской волости, вызванных продразвёрсткой, проводимой местными органами советской власти, политической борьбой между партиями большевиков и левых эсеров, и общей военно-политической обстановкой, сложившейся в Туркестане к этому моменту.

## Хронология событий
Мятеж начался 7 декабря 1918 года в селе Беловодском, население которого состояло в основном из зажиточных русских крестьян, переселенцев из центральных областей России. Восстание возглавили имевшие сильную поддержку в Беловодском представители партии левых эсеров, которую большевики решили запретить.
По мнению советских историков Беловодский мятеж являлся одним из составных элементов в серии антисоветских выступлений того времени в Советском Туркестане и был наиболее крупным выступлением против советской власти в Северной Киргизии.
Мероприятия, которые стал проводить самоназначеный большевистский Совет села Беловодского — продразвёрстка, хлебозаготовки, мобилизация лошадей для фронта, запрещение частной торговли хлебом — вызвали противодействие зажиточного крестьянства села, а после разгона попыток выбора делегатов от партии эсеров на съезд стало готовиться вооружённое восстание. Восставших поддержала часть дунган Александровки и Пишпека.
7 декабря 1918 года в селе Беловодском состоялось собрание представителей сёл Пишпекского и Аулие-Атинского уездов, в работе которого приняли участие левые эсеры — от города Пишпека Н. Волков и от Аулие-Атинского уезда А. Ерофеев. На собрании был создан «Военно-народный совет» (позже преобразованный во «Временное правительство») и провозглашена программа действий. В состав этого совета вошли: крестьянин Павел Благодаренко (председатель), учитель села Сокулук Шестопал, крестьянин села Беловодское Коржов, крестьянин села Садового Галюта (будучи фельдфебелем, ставший главнокомандующим «Народной армией»), священник села Сокулук Ткачёв (министр пропаганды), бывший офицер и член дунганского комитета эсер Монуза (Мумуза) Молода, зажиточные крестьяне села Беловодского братья Краснобородкины — Трофим, Моисей и Алексей.
Своей основной задачей восставшие ставили свержение диктата большевиков, отмену продразвёрстки, возрождение свободной торговли, прекращение гражданской войны и практики изъятий на ее нужды. Сразу же после собрания была разоружена Беловодская милиция и прибывший из Пишпека отряд красноармейцев. Во время мятежа были убиты советские работники из числа большевиков: председатель следственной комиссии Беловодского участка В. П. Мортиков, мировой судья С. М. Карпов и другие.
Военно-народный советом стала проводиться мобилизации и формировались пехотные и кавалерийские подразделения по образцу казачьих частей, в результате которой численность армии мятежников доходила до 1 тыс. человек.
14 декабря восставшие окружили казармы Пишпека (гарнизон 350 красноармейцев) и предприняли несколько безуспешных попыток захватить город.
В тотже день на заседании штаба мятежников был рассмотрен вопрос об участии коренного местного населения — киргизов — в восстании. Но они в основном активно не поддержали выступления мятежников, памятуя трагический Уркун трехлетней давности и роль в нем жителей Беловодского..
15 декабря Аулие-Атинский Совдеп телеграфировал в Ташкент обстановку в Беловодском и сообщил, что к мятежникам примкнули сёла Аулие-Атинского уезда: Николаевское, Вознесеновское, Алексеевское, Кара-Балта и прилегающие местные посёлки и просил немедленно прислать для укрепления гарнизона «два пулемета и пятьдесят солдат». 
В ответ руководство Туркестанской республики послало в Пишпек делегацию с целью разобраться на месте в причинах восстания и доложить о результатах расследования. Но комиссия из Ташкента прибыла в Пишпек уже после разгрома мятежа.

### Подавление мятежа
Борьбу с мятежниками возглавил Ревком и Совет, образовавшие в Пишпеке Военно-политический штаб. Для этого мобилизовали рабочих Пишпека, а также крестьян из близлежащих селений — Георгиевки, Юрьевки, Лебединовки.
Военный комиссар Семиреченской области Лука (Лукиан) Потапович Емелев отдал приказ 1-му Пишпекскому Советскому полку (1-й Пишпекский боевой отряд, под командованием Я. Н. Логвиненко) выдвинуться для подавления выступления мятежников. Так же 22 декабря был срочно переброшен с Семиреченского фронта от Гавриловки (Талды-Курган) красноармейский полк и красноармейский отряд из Пржевальска под командованием Хайлюченко. В подавлении мятежа участвовали также отряды добровольцев из Верного, Токмака, Каракола, Ташкента, Аулиэ-Аты.
К началу общего наступления в Пишпеке сосредоточилось около 2 тыс. бойцов при 6 пулеметах и 4 орудиях. 23 декабря около 10 часов утра под командованием Я. Н. Логвиненко началось общее наступление, и к вечеру от мятежников был очищен Пишпек и пригородное село Чалаказаки. 26 декабря был взят центр мятежа — село Беловодское. Несколько сотен арестованых дунган было без суда расстреляно в Пишпеке и Александрове.
Проведённое расследование показало, что поводом к восстанию послужило отстранение эсеров от руководящих постов выборных комитетов и советов. Также были выявлены связи мятежников с представителями антисоветского подполья в Ташкенте, в частности с офицерами из штаба К. П. Осипова. Это восстание должно было состояться весной 1919 года и должно было охватить всё Семиречье и через горный Аулие-Атинский участок связаться с Ферганой, через южную Бухару с Закаспием.

### Судьба руководителей мятежа
Многие мятежники были схвачены и судимы военно-революционным трибуналом, однако руководители мятежа — Павел Благодаренко, командующий фронтом, главнокомандующий войсками Галюта Ф. Ф., командиры отрядов мятежников Коржов А. Л., Лымарев С. К. смогли скрыться. В 1925 году Павел Благодаренко явился в Москву во ВЦИК РСФСР к М. И. Калинину, который направил его в город Фрунзе с предписанием разобрать его дело и в случае отсутствия оказать ему содействие к спокойному проживанию. 21 сентября 1926 года состоялся суд, на котором Благодаренко был признан виновным и приговорён к высшей мере наказания — расстрелу, однако принимая во внимание, срок давности в 8 лет и добровольную явку обвиняемого, суд счёл возможным заменить расстрел 5 годами заключения и с поражением в правах на тот же срок.